# Johann Ulrich Schiess
Johann Ulrich Schiess (ur. 21 lutego 1813 w Wald, zm. 6 lipca 1883 w Bernie) – szwajcarski polityk, kanclerz federalny w latach 1847-1881.

## Życiorys
Urodził się 21 lutego 1813 w Wald.
Reprezentował kanton Appenzell Ausserrhoden. Sprawował urząd kanclerza federalnego Szwajcarii od listopada 1847, kiedy to zastąpił na stanowisku Josef Franz Karl Amrhyn do 31 grudnia 1881. Jego następcą został Gottlieb Ringier.
Zmarł 6 lipca 1883 w Bernie.